# Osojnik (Vrbovsko)
Pour les articles homonymes, voir Osojnik.
Osojnik est une localité de Croatie située dans la municipalité de Vrbovsko, comitat de Primorje-Gorski Kotar. En 2001, la localité comptait 130 habitants.

## Démographie
| 1948 | 1953 | 1961 | 1971 | 1981 | 1991 | 2001 |
| ---- | ---- | ---- | ---- | ---- | ---- | ---- |
| 333  | 317  | 258  | 247  | 209  | 197  | 130  |